# 起飞警告系统
起飞警告系统（英語：take-off warning system，缩写TOWS）是大多数商用飞机上必备的一套警告系统，用于提醒飞行员飞机起飞配置中可能出现的致命错误。
飞机要想安全地起飞，机上的很多系统必须被正确配置。在每次飞行前，飞行员会使用一个检查单确认众多系统中的每项都已经运行并正确配置。但是由于人为错误的必然性，即便经过检查单流程，仍可能出现飞机没有正确配置的情况。
许多种不当配置都可以导致飞机无法正常升空——这种情况很容易造成飞机坠毁事故。为了减少此种事件的发生，现今所有主要国家都采用类似于美国的要求，即（近似）：“最大重量超过6000磅的所有飞机和所有喷气式飞机必须安装起飞警告系统”。该系统必须符合以下要求：
(a) 如果飞机处于不允许安全起飞的配置，该系统必须在起飞滑跑的初始阶段自动激活，并向飞行员提供一个听觉警告。该警告必须持续到：
(1) 配置变更为允许安全起飞，或者：(2) 飞行员采取行动放弃起飞滑跑。
(b) 激活系统的方法必须适用于获准所有的起飞动力设置和程序，以及认证要求的起飞重量、高度和温度范围。
起飞警告系统的设计旨在对起飞配置中众多危险错误发出警告，例如当飞机在地面上打开节流阀时，襟翼和缝翼未展开。警报通常以声音警告的形式，伴随指明“配置错误”性质的语音消息。

## 相关事故
一些飞机事故中尽管有起飞警告系统，但是由于配置不当，还是造成了事故发生：
- 达美航空1141号班机空难
- 阿根廷私人航空3142号班机空难
- 漢莎航空540號班機空難
- 曼達拉航空091號班機空難
- 西北航空255號班機空難
- 西班牙航空5022号班机空难